# Абдель Салам Джеллуд
 Абдель Салам Джеллуд (араб. عبد السلام جلود‎, англ.  Abd as-Salam Jalloud , род. 15 декабря 1944, Мизда, Триполитания, Итальянская Ливия) — ливийский политический и военный деятель, премьер-министр Ливийской Арабской Республики в 1972—1977 годах. Ближайший соратник лидера Ливийской революции Муаммара Каддафи, в 1969—1993 годах считался вторым лицом в руководстве Ливии.

## Биография
Родился 15 декабря 1944 года в племени магараха (основное племя в стране) в районе города Мизда на юге Триполитании в крестьянской семье. Окончил среднюю школу в административном центре Феццана городе Себха, где в 1959 году познакомился с Муаммаром Каддафи. После 1961 года, когда Каддафи был выслан из Себхи, Джеллуд продолжил учёбу и активно участвовал в нелегальной оппозиционной деятельности, а в 1963 году вместе с Каддафи (и по его настоянию, а также по решению собрания молодых оппозиционеров) поступил в военное училище в Бенгази, после окончания которого в 1965 году в чине младшего лейтенанта вместе с однокурсниками Абу Бакром Юнисом Джабером, Хувейлди аль-Хмейди и Абдель Монеймом аль-Хуни был распределён в Триполи, где служил в бронетанковых войсках. В Триполи возглавил второй военный центр созданной в 1964 году подпольной организации Свободные офицеры-юнионисты. Затем был переведён в инженерные войска, проходил краткосрочную военную подготовку в США и Великобритании. В 1967 году Джеллуд и Абу Бакр Юнис Джабер были назначены ответственными за военное обучение гражданских сторонников организации и за организацию тайных складов оружия. 8 августа 1968 года на совещании ЦК ОСЮС в Геминесе был избран координатором оперативной работы организации (фактически заместителем Каддафи). Ему, как руководителю Триполийского военного центра (центр в Бенгази возглавлял Мухаммад Могареф), а также Абу Бакру Юнису Джаберу, Хувейлди аль-Хмейди и Абдель Монейму аль-Хуни, была поручена работа с офицерским составом гарнизонов.
В январе 1969 года именно на его квартире в Триполи состоялось созванное Каддафи расширенное заседание офицеров, на котором было принято решение произвести переворот 12 марта 1969 года (дата затем была перенесена).
После этого только 29 августа получил от Каддафи указание начать подготовку к перевороту и 30 августа вместе с Абдель Монеймом аль-Хуни приехал в Тархуну под Триполи, чтобы сообщить об этом Юнису Джаберу и Хувейлди аль-Хмейди. Через день в Триполи четыре капитана приступили к действию.

### Правая рука Каддафи
1 сентября 1969 года, в день свержения монархии, возглавлял действия «Свободных офицеров» в столице страны Триполи. Его бронетанковое подразделение совместно с частями Абу Бакра Юниса Джабера и Хувейлди аль-Хмейди установило контроль над городом и захватило резиденции правителей королевства в его окрестностях. После победы революции вошёл в состав Совета революционного командования Ливии, стал заместителем его председателя, Муаммара Каддафи и был произведён в майоры. В декабре 1969 года возглавлял ливийскую делегацию на переговорах о ликвидации иностранных военных баз, в 1970 году как член СРК курировал переговоры с иностранными нефтяными компаниями. С 16 января 1970 года по август 1971 года занимал пост единственного заместителя премьер-министра и министра внутренних дел, с сентября 1970 года до июля 1972 года также был министром экономики и промышленности Ливии. В марте 1970 года был направлен с особой миссией в Китайскую Народную Республику, где вёл переговоры о приобретении атомной бомбы за 100 миллионов долларов, чтобы с её помощью «раз и навсегда решить арабо-израильский конфликт». Но премьер Госсовета КНР Чжоу Эньлай выступил против такой сделки и миссия Джеллуда была сорвана. В сентябре 1970 года ему в ходе переговоров удалось добиться от иностранных нефтяных кампаний серьёзного повышения цены на добываемую в стране нефть и обеспечить приток в ливийскую казну значительных средств. Эндрю Энсор, представлявший на переговорах 7 крупнейших международных нефтяных кампаний, утверждал, что Джеллуд добивался уступок, положив перед ним на стол пистолет. В сентябре 1971 года на встрече представителей стран ОПЕК в Бейруте высказался за установление контроля над 51 % ливийской нефти. Российский историк А. З. Егорин отмечал: 
Джеллуд быстро вошёл в курс практических дел и показал себя способным, волевым государственным деятелем, обладающим хорошей природной смёткой и большой трудоспособностью. Он умело и, как правило, со знанием дела вёл сложные переговоры на любом уровне как по экономическим, так и по военно-политическим вопросам, проявляя при этом настойчивость и одновременно гибкость.
В 1970—1972 годах занимал пост министра финансов.

### Премьер-министр Ливийской Арабской Республики
16 июля 1972 года сменил Муаммара Каддафи на посту премьер-министра Ливийской Арабской Республики. В феврале 1973 года создан Комитет по развитию военной промышленности во главе с Джеллудом. В качестве премьер-министра в мае 1974 года посетил с визитом СССР и заключил первое соглашение о больших поставках советского оружия в Ливию.
С 6 января 1976 года по 2 марта 1977 года также занимал пост Генерального секретаря Всеобщего народного конгресса Ливии, высшего законодательного органа страны.

### Член Революционного руководства Джамахирии
2 марта 1977 года, после установления в Ливии «режима народовластия» высшие государственные органы Ливийской Арабской Республики — Совет Революционного командования и Совет министров ЛАР были распущены, сама Ливия получила новое название — Народная Социалистическая Ливийская Арабская Джамахирия. А. С. Джеллуд, лишившийся постов в СРК и правительстве, стал одним из пяти членов Генерального секретариата Всеобщего народного конгресса Ливии. В этом качестве нанёс очередной визит в СССР 14 — 17 февраля 1978 года, во время которого был подтверждён курс на расширение сотрудничества двух стран.
2 марта 1979 года вошёл в состав Революционного руководства Ливии.
Посещая СССР в мае 1982 года заявил:
Решение о развитии дружбы с Советским Союзом было принято нашим руководством сразу после свершения ливийской революции. Мы снова убеждаемся, что нашу дружбу нужно продолжать и дальше.
26 — 30 мая 1986 года вновь находился в СССР, конкретизируя договорённости, достигнутые в ходе визита Каддафи в СССР в 1985 году. Подписал Генеральное соглашение об экономическом, научно-техническом и других видах сотрудничества между СССР и Ливией на период до 2000 года.
В конце 1980-х годов как член Революционного руководства отвечал за укрепление отношений с Алжиром и Сирией.

### Основные зарубежные поездки А. С. Джеллуда

#### В качестве министра экономики и промышленности
- Алжир — январь 1971 года;
- ФРГ и Великобритания — июль 1971 года;
- Мальта — июль и октябрь 1971 года;
- Франция — июль, август и декабрь 1971 года[22];
- СССР — 23 февраля — 4 марта 1972 года (в качестве члена СРК, министра промышленности и экономики, и. о.министра финансов. Принят Л. И. Брежневым (2 марта), Н. В. Подгорным (28 февраля), А. Н. Косыгиным и заместителем председателя Совета министров СССР В. Н. Новиковым (24 февраля). Подписано соглашение о научно-техническом сотрудничестве)[23][24][25];
- Франция — июнь 1972 года;

#### В качестве премьер-министра Ливийской Арабской Республики
- Франция — ноябрь 1972 года[26];
- Египет — декабрь 1973 года[27];
- Чехословакия, Венгрия, Польша и Румыния — февраль 1974 года;
- Нигер — апрель 1974 года[28];
- СССР — 14 — 20 мая 1974 года (15, 17 — 19 мая переговоры с А. Н. Косыгиным, 16 мая принят Л. И. Брежневым и Н. В. Подгорным)[29];
- Франция, ФРГ, Италия, Швеция и Турция — декабрь 1974 года[28];
- Турция — январь 1975 года;
- Заир, Руанда, Бурунди — март 1975 года;
- Австрия — апрель 1975 года;
- Югославия, Болгария и Румыния — апрель-май 1975 года;
- Ирак, Сирия, Ливан и Саудовская Аравия — июнь 1975 года[30];
- Алжир — январь, февраль и май 1976 года;
- Франция — февраль 1976 года;
- Сирия и Ливан — миротворческая миссия в июне — июле 1976 года[31];

#### В качестве члена Генерального секретариата ВНК
- Нигер — март 1977 года;
- Италия, Алжир, Болгария, Югославия, Чехословакия и ГДР — май 1977 года;
- Мальта — июнь 1977 года;
- Сирия и Франция — ноябрь 1977 года[32];
- Турция — февраль 1978 года;
- СССР — 14 — 22 февраля 1978 года (15 февраля принят Л. И. Брежневым, 16 февраля — Д. Ф. Устиновым, 17 февраля — А. Н. Косыгиным)[33];
- Алжир — февраль, июль и ноябрь 1978 года;
- Пакистан, КНР (установил дипломатические отношения), Корейская Народно-Демократическая Республика и Япония — август 1978 года[34];

#### В качестве члена Революционного руководства
- Мали — март 1980 года;
- ЙАР и НДРЙ — апрель-май 1980 года[35];
- Алжир — январь и август 1981 года;
- Чад — февраль 1981 года;
- ГДР — апрель 1981 года;
- ФРГ — апрель и июль 1981 года;
- Сирия — июнь 1981 года[36];
- СССР — 25 — 29 июня 1981 года (26 июня провёл беседы с А. Н. Тихоновым и Д. Ф. Устиновым[37], 29 июня подписал с Н. А. Тихоновым Протокол об участии советских организаций в индустриализации Ливии и подготовке ливийских национальных кадров[38];
- Югославия — июнь-июль 1981 года;
- Эфиопия — декабрь 1981 года[36];
- Мавритания — март 1982 года;
- Сирия — март, апрель, июль, август и декабрь 1982 года;
- Гана, Италия и Ватикан — май 1982 года[39];
- СССР — 26 — 28 мая 1982 года (27 мая принят Л. И. Брежневым, Н. А. Тихоновым и Д. Ф. Устиновым)[40];
- Алжир и Иран — июнь 1982 года;
- Народная Демократическая Республика Йемен — октябрь 1982 года;
- СССР — ноябрь 1982 года (глава делегации на похоронах Л. И. Брежнева);
- Эфиопия — ноябрь 1982 года[39];
- Кения — февраль 1983 года;
- Сирия — февраль и декабрь 1983 года[41];
- СССР — 16 — 18 марта 1983 года (глава делегации СНЛАД, в сопровождении главнокомандующего бригадного генерала Ю.Джабера. 16, 17 и 18 марта беседы с Н. А. Тихоновым)[42];
- Чехословакия и Польша — март 1983 года;
- КНДР — октябрь 1983 года;
- Болгария — декабрь 1983 года;
- Иордания, Алжир, Эфиопия, ЙАР и Саудовская Аравия — сентябрь 1983 года;
- НДРЙ — октябрь 1983 года[41];
- Марокко — январь 1984 года;
- Нигерия — февраль 1984 года;
- Сирия — февраль, апрель и сентябрь 1984 года;
- Эфиопия и НДРЙ — сентябрь 1984 года;
- Алжир — октябрь 1984 года[43];
- СССР — февраль-март 1986 года (глава делегации на XXVI съезде КПСС)[44];
- СССР — 26 — 30 мая 1986 года (27 мая принят М. С. Горбачёвым, 28 мая переговоры с Н. И. Рыжковым)[45];
- Сирия — ноябрь 1987 года и участие в Общеарабском совещания в верхах в Аммане (Иордания)[46];

### В опале
9 мая 1992 года из-за разногласий с Каддафи подал в отставку с поста координатора Революционных комитетов и заменён капитаном Мухаммедом Эмсидом эль-Мадждубом аль-Каддафи. 30 сентября 1994 года вместе с майором Хувейди аль-Хмейди был помещён под домашний арест, Каддафи отдал приказ ревкомам арестовать их сторонников.
Издававшаяся в Лондоне газета «Аль-Хайят» сообщала в апреле 1995 года, что власти отняли у Джеллуда паспорт и установили за ним строгое наблюдение. Газета объясняла оппозицию Джеллуда его нежеланием идти на уступки европейским странам и Израилю и протестом против выдачи ливийцев, подозреваемых во взрыве самолёта над Локерби.
2 марта 2011 года, после начала в Ливии гражданской войны, сайт Maghreb-intelligence.com сообщал, что бывшие члены СРК Абу Бакр Юнес Джабер и Мустафа Харруби, в также видные дипломаты Абдеррахман Шалгам и Саад Муджбер обратились к обладающему влиянием в стране Джеллуду с просьбой повлиять на Каддафи и убедить его прекратить кровопролитие. Однако о реакции Джеллуда на это обращение не сообщалось.
Когда через пять месяцев ливийская оппозиция начала штурм Триполи, появились сообщения. что Джеллуду и его семье удалось бежать из-под домашнего ареста. Власти Туниса и представители повстанцев сообщили, что 20 августа Джеллуд вылетел в Италию и заявил о переходе на сторону Переходного национального совета
В 2021 году опубликовал свои мемуары.

## Частная жизнь
Женат, имеет детей.